# El Zorrillo, Michoacán de Ocampo
El Zorrillo är en ort i Mexiko.   Den ligger i kommunen Contepec och delstaten Michoacán de Ocampo, i den sydöstra delen av landet, 120 km nordväst om huvudstaden Mexico City. El Zorrillo ligger 2 548 meter över havet och antalet invånare är 146.
Terrängen runt El Zorrillo är kuperad åt nordost, men åt sydväst är den platt. Runt El Zorrillo är det ganska tätbefolkat, med 80 invånare per kvadratkilometer. Närmaste större samhälle är Temascalcingo de José María Velazco, 18,4 km öster om El Zorrillo. Omgivningarna runt El Zorrillo är en mosaik av jordbruksmark och naturlig växtlighet.